# Friday on My Mind
Friday on My Mind is een hit van de Australische popgroep The Easybeats. Het nummer bereikte op 24 december 1966 de eerste plaats op de Veronica Top 40, een positie die het 2 weken volhield. George Young en Harry Vanda zijn de schrijvers van Friday on my mind en George Young is de oudere broer van AC/DC leden Malcolm en Angus Young.
In 1973 nam David Bowie een cover op van het nummer voor zijn album Pin Ups.

## Hitnotering
| "Friday on My Mind" in de Nederlandse Top 40 - binnen 29-10-1966 | "Friday on My Mind" in de Nederlandse Top 40 - binnen 29-10-1966 | "Friday on My Mind" in de Nederlandse Top 40 - binnen 29-10-1966 | "Friday on My Mind" in de Nederlandse Top 40 - binnen 29-10-1966 | "Friday on My Mind" in de Nederlandse Top 40 - binnen 29-10-1966 | "Friday on My Mind" in de Nederlandse Top 40 - binnen 29-10-1966 | "Friday on My Mind" in de Nederlandse Top 40 - binnen 29-10-1966 | "Friday on My Mind" in de Nederlandse Top 40 - binnen 29-10-1966 | "Friday on My Mind" in de Nederlandse Top 40 - binnen 29-10-1966 | "Friday on My Mind" in de Nederlandse Top 40 - binnen 29-10-1966 | "Friday on My Mind" in de Nederlandse Top 40 - binnen 29-10-1966 | "Friday on My Mind" in de Nederlandse Top 40 - binnen 29-10-1966 | "Friday on My Mind" in de Nederlandse Top 40 - binnen 29-10-1966 | "Friday on My Mind" in de Nederlandse Top 40 - binnen 29-10-1966 | "Friday on My Mind" in de Nederlandse Top 40 - binnen 29-10-1966 | "Friday on My Mind" in de Nederlandse Top 40 - binnen 29-10-1966 | "Friday on My Mind" in de Nederlandse Top 40 - binnen 29-10-1966 |
| Week                                                             | 1                                                                | 2                                                                | 3                                                                | 4                                                                | 5                                                                | 6                                                                | 7                                                                | 8                                                                | 9                                                                | 10                                                               | 11                                                               | 12                                                               | 13                                                               | 14                                                               | 15                                                               |                                                                  |
| ---------------------------------------------------------------- | ---------------------------------------------------------------- | ---------------------------------------------------------------- | ---------------------------------------------------------------- | ---------------------------------------------------------------- | ---------------------------------------------------------------- | ---------------------------------------------------------------- | ---------------------------------------------------------------- | ---------------------------------------------------------------- | ---------------------------------------------------------------- | ---------------------------------------------------------------- | ---------------------------------------------------------------- | ---------------------------------------------------------------- | ---------------------------------------------------------------- | ---------------------------------------------------------------- | ---------------------------------------------------------------- | ---------------------------------------------------------------- |
| Nummer                                                           | 24                                                               | 12                                                               | 6                                                                | 2                                                                | 1                                                                | 1                                                                | 2                                                                | 2                                                                | 3                                                                | 5                                                                | 6                                                                | 8                                                                | 12                                                               | 22                                                               | 34                                                               | uit                                                              |

### NPO Radio 2 Top 2000
| Nummer met noteringen in de NPO Radio 2 Top 2000 | '99  | '00  | '01  | '02  | '03 | '04  | '05  | '06  | '07  | '08  | '09  | '10  | '11  | '12  | '13  |
| ------------------------------------------------ | ---- | ---- | ---- | ---- | --- | ---- | ---- | ---- | ---- | ---- | ---- | ---- | ---- | ---- | ---- |
| Friday on My Mind                                | 1195 | 1433 | 1139 | 1060 | 968 | 1058 | 1438 | 1312 | 1560 | 1280 | 1403 | 1479 | 1889 | 1982 | 1775 |

1. ↑  Een vetgedrukt getal geeft de hoogste notering aan.
2. ↑  Deze tabel is bijgewerkt tot en met de laatste editie (2024).